# ساكنة بك
ساكنـة بك (1801 - 1890) هي مغنية مصرية شهيرة في القرن التاسع عشر.

## حياتها ونشأتها
ولدت المطربة الشهيرة ساكنة في الإسكندرية سنة 1801م، ونزحت للقاهرة وهي صغيرة السن، وتعتبر أقدم المغنيات في العصر الحديث بعد مجموعة مغنيات العصر المملوكي. لمع اسمها في عهد محمد علي حيث كانت تغنى وتحييى ليالي السمر في أكشاك الأزبكية التي كان يغلب على الأداء فيها فرق الشارع أو جوقات الجيش والبوليس وأحيانا مسرح خيال الظل وبعض الموسيقيين ممن يؤدون الغناء الشعبي. كما ذاع صيتها في عصر عباس الأول ثم سعيد باشا حيث بزغ نجمها في سماء الغناء.

## مسيرتها
غنت المطربة ساكنة باللغة العامية فتعلق بها المصريون كتعلقهم في منتصف القرن الماضي بأم كلثوم. كما أعجب بغنائها الاتراك. وذاع صيتها “و فاقت شهرتها الرجال من امثال عبد الرحيم مسلوب وأحمد الشلشموني وقصطندي منسي.
كان سعيد باشا خديوي مصر يهيم حباً بها، وكانت تقضي أكثر أوقاتها في قصوره. وأطلق عليها لقب ساكنة بك حيث قيل أن الخديو إسماعيل ناداها مرة بـساكنة هانم فاغتاظت الأميرات فغاظهم أكثر وناداها بـ ساكنة بك وأصبح اللقب مقرونا باسمها حتى ماتت.
استمرت ساكنة بك تتمتع بالشهرة والمجد الفني إلى أن ظهرت المطربة ألمظ ذات الصوت الرخيم فتجاهلتها ساكنة في بداية الأمر، ولكنها لم تستطع صد تيار نجاحها ومنع إقبال الناس عليها، ولهذا رأت أنه من المصلحة أن تضمها إلى فرقتها فتكون فيها تابعة لها وتحت اشرافها. فمكثت ألمظ مدة تدربت فيها على الغناء ثم افترقت عن ساكنة. وألفت لنفسها فرقة خاصة وقضت على صيت ساكنة الفني قضاء مبرماً. تركت ساكنة الغناء بعد أن قضت ألمظ على شهرتها وقضت أعواما طويلة في دارها بعد أن أفل نجمها إلا أنها أنها لم تتوقف عن قراءة القران ولا عن مجالس الأدب.
عمّرت ساكنة بك طويلا وتوفيت إما أواخر عهد الخديو توفيق أو أوائل عهد الخديو عباس حلمي الثاني بين سنة 1892 وسنة 1898. ووافاها الاجل اثر مرض مفاجئ ألم بها، وماتت دون أن تترك ثروة من ورائها رغم شهرتها إذ كانت كثيرة البذل والسخاء على نفسها وأقاربها وأصدقائها.

## بيت ساكنة بك
بيت ساكنة بك بناه سنة 1846م والي مصر محمد علي لحفيده إسماعيل ثم أهداه إسماعيل لساكنة بك تقديرا منه لموهبتها النادرة. المنزل مقام علي مساحة 880 متر بشارع الخليفة الذي يطل عليه المشربيات والنوافذ العملاقة وبوابته الخشبية العتيقة.

## وصلات خارجية
لم يتم العثور على روابط لمواقع التواصل الاجتماعي.